# Krupá (ort i Tjeckien, Mellersta Böhmen, lat 50,02, long 14,87)
Krupá är en ort i Tjeckien.   Den ligger i regionen Mellersta Böhmen, i den centrala delen av landet, 30 km öster om huvudstaden Prag. Krupá ligger 335 meter över havet och antalet invånare är 336.
Terrängen runt Krupá är lite kuperad.Runt Krupá är det ganska glesbefolkat, med 27 invånare per kvadratkilometer. Närmaste större samhälle är Říčany, 15,7 km väster om Krupá. Trakten runt Krupá består till största delen av jordbruksmark.